# Konttijärvi (sjö, lat 66,05, long 27,88)
Konttijärvi är en sjö i Finland. Den ligger i kommunen Posio i landskapet Lappland, i den norra delen av landet, 700 km norr om huvudstaden Helsingfors. Konttijärvi ligger 252,7 meter över havet. Den är 37,96 meter djup. Arean är 52 hektar och strandlinjen är 7,85 kilometer lång. Sjön  ingår i Koundaälvens huvudavrinningsområde. 